# コリーン・アトウッド
コリーン・アトウッド（Colleen Atwood, 1950年 - ）は、アメリカ合衆国の映画衣裳デザイナー。ワシントン州ヤキマ出身。

## 人物
『シザーハンズ』以降、ティム・バートン作品の衣裳を手がけている。1980年代にスティングのワールド・ツアー "Bring on the Night" の衣裳を手がけたことがきっかけで、映画・舞台衣裳の世界に入った。2002年の『シカゴ』、2005年の『SAYURI』、2010年の『アリス・イン・ワンダーランド』、2016年の『ファンタスティック・ビーストと魔法使いの旅』でアカデミー衣裳デザイン賞を受賞している。

## 主な作品
- 刑事グラハム/凍りついた欲望 Manhunter (1986)
- ピックアップ・アーチスト The Pick-up Artist (1987)
- 愛されちゃって、マフィア Married to the Mob (1988)
- トーチソング・トリロジー Torch Song Trilogy (1988)
- シザーハンズ Edward Scissorhands (1990)
- ロレンツォのオイル/命の詩 Lorenzo's Oil (1992)
- ボーン・イエスタデイ Born Yesterday (1993)
- フィラデルフィア Philadelphia (1993)
- ワイアット・アープ Wyatt Earp (1994)
- エド・ウッド Ed Wood (1994)
- 若草物語 Little Women (1994)
- すべてをあなたに That Thing You Do! (1996)
- 真夏の出来事 Head Above Water (1996)
- マーズ・アタック! Mars Attacks! (1996)
- ガタカ Gattaca (1997)
- 悪魔を憐れむ歌 Fallen (1998)
- 愛されし者 Beloved (1998)
- スリーピー・ホロウ Sleepy Hollow (1999)
- メキシカン The Mexican (2001)
- PLANET OF THE APES/猿の惑星 Planet of the Apes (2001)
- シカゴ Chicago (2002)
- ビッグ・フィッシュ Big Fish (2003)
- レモニー・スニケットの世にも不幸せな物語 Lemony Snicket's A Series of Unfortunate Events (2004)
- SAYURI Memoirs of a Geisha (2005)
- ミッション:インポッシブル3 Mission: Impossible III (2006)
- スウィーニー・トッド フリート街の悪魔の理髪師 Sweeney Todd: The Demon Barber of Fleet Street (2007)
- パブリック・エネミーズ Public Enemies (2009)
- NINE Nine (2009)
- アリス・イン・ワンダーランド Alice in Wonderland (2010)
- ツーリスト The Tourist (2010)
- ラム・ダイアリー The Rum Diary (2011)
- TIME/タイム In Time (2011)
- ダーク・シャドウ Dark Shadows (2012)
- スノーホワイト Snow White & the Huntsman (2012)
- ファンタスティック・ビーストと魔法使いの旅 Fantastic Beasts and Where to Find Them (2016)
- ダンボ Dumbo (2019)
- リトル・マーメイド The Little Mermaid（2023）